# NGC 2970
NGC 2970 (другие обозначения — MCG 5-23-30, MK 405, ZWG 152.59, KUG 0940+322, NPM1G +32.0218, PGC 27827) — эллиптическая галактика (E1) в созвездии Льва. Открыта Джоном Гершелем в 1828 году.
Этот объект входит в число перечисленных в оригинальной редакции «Нового общего каталога».
В галактике имеется слабая спиральная структура, возможно, возникшая в результате слияния галактик. Её профиль поверхностной яркости моделируется как сумма двух профилей Серсика. В ядре галактики присутствует звёздное скопление. Галактика взаимодействует с NGC 2968, их соединяет «мост» из вещества.
Галактика NGC 2970 входит в состав группы галактик NGC 2964. Помимо NGC 2970 в группу также входят NGC 2964, NGC 2968, NGC 3003 и NGC 3021.